# برايدن ماكفيرسن
برايدن ماكفيرسن (بالإنجليزية: Bryden Macpherson)‏ هو لاعب غولف أسترالي، ولد في 7 أغسطس 1990 في ملبورن في أستراليا.

## وصلات خارجية
- برايدن ماكفيرسن على موقع التصنيف العالمي الرسمي للغولف (الإنجليزية)